# Stora Mörttjärnen (Stavnäs socken, Värmland)
Stora Mörttjärnen är en sjö i Arvika kommun i Värmland och ingår i Göta älvs huvudavrinningsområde.